# Klępie Dolne
Klępie Dolne – wieś w Polsce położona w województwie świętokrzyskim, w powiecie buskim, w gminie Stopnica.
W latach 1975–1998 miejscowość administracyjnie należała do województwa kieleckiego.

## Części wsi
| SIMC    | Nazwa               | Rodzaj    |
| ------- | ------------------- | --------- |
| 0272448 | Długosze            | część wsi |
| 0272454 | Klępie Brzozowskie  | część wsi |
| 0272460 | Klępie Włościańskie | część wsi |
| 0272477 | Piekło              | część wsi |

## Historia
Dawna wieś królewska wspominana przez Długosza w L.B. t.II s.441.
W wieku XIX opisano wsie Klępie Dolne jako prywatne i Górne jako wsie w powiecie Stopnickim gminie i parafii Stopnica.

Wieś posiadała szkołę gminną. 
Folwark Klępie posiadał rozległości gruntu mórg 508, budynków murowanych 2, drewnianych 14 i 16 mieszkańców. Stosowano w uprawie płodozmian 10 polowy.

Wieś Klępie Górne liczyła osad 44 z gruntem 232 mórg.